# Gerd Hardenberg
Gerd Hardenberg (* 9. September 1941 in Hannover) ist ein deutscher Politiker mit wechselnder Parteizugehörigkeit (zuletzt CDU Hamburg).

## Leben
Hardenberg absolvierte eine Ausbildung als Industriekaufmann und als graphischer Fachkaufmann. Er studierte an der Werbefachschule Hannover. Hardenberg ist seit 1971 selbständiger Unternehmer im Bereich Verlag, Druck und Werbeberatung. Er ist seit 2000 Landesgeschäftsführer des Bundes der Selbständigen und des Deutschen Gewerbeverbandes.

## Politik
Hardenberg war von 1995 bis 1997 für die CDU Mitglied des Ortsausschusses Billstedt und von 1997 bis 2001 Bezirksabgeordneter der Bezirksversammlung Hamburg-Mitte.
Er war für die Partei Rechtsstaatlicher Offensive von Oktober 2001 bis März 2004 Mitglied der Bürgerschaft der Freien und Hansestadt Hamburg. Als Landtagsabgeordneter war er Mitglied des Kultur-, des Wirtschafts- und des Europaausschusses. Hardenberg ist seit 2004 wieder Mitglied der CDU Hamburg und auf Vorschlag der CDU seit April 2004 Deputierter der Kulturbehörde.